# سیارک ۸۹۷۵
سیارک ۸۹۷۵ (به انگلیسی: 8975 Atthis، نامگذاری:4076T-2) هشت هزار و نهصد و هفتاد و پنجمین سیارک کشف شده‌است که در ۲۹ سپتامبر ۱۹۷۳ کشف شد.
قدر مطلق سیارک برابر ۱۵٫۲۰ است.